# Tamba parallela
Tamba parallela là một loài bướm đêm trong họ Noctuidae.